# Girolles (Loiret)
Girolles – miejscowość i gmina we Francji, w Regionie Centralnym, w departamencie Loiret.
Według danych na rok 1990 gminę zamieszkiwało 545 osób, a gęstość zaludnienia wynosiła 39 osób/km² (wśród 1842 gmin Regionu Centralnego Girolles plasuje się na 649. miejscu pod względem liczby ludności, natomiast pod względem powierzchni na miejscu 937.).